# ジェットコースターラブ
「ジェットコースターラブ」は、KARAの3作目のシングルである。2011年3月23日発売。

## 概要
- それまで売された2枚のシングルは韓国での既発曲に日本語の歌詞を乗せたものだったが、この曲は最初から日本語での歌唱を前提として作られた曲だった。そのため、本作収録曲にはいずれも韓国語バージョンが存在しない。
- 初回盤A･B・C、通常盤の4種形態で販売された。初回盤A・B・Cはそれぞれジャケットと特典が異なり、通常盤は初回盤Cと同じ物が使われている。
- 当初2011年3月23日の発売予定であったが、東北地方太平洋沖地震の影響で発売延期になり、同年4月6日にユニバーサルミュージックから発売された。この楽曲のKARAの所属事務所「DSPメディア」に支払われる原盤印税の全額（KARAの実演家印税を含む）が、東北地方太平洋沖地震被災地への義援金として寄付された[注釈 1][2][3]。

## チャート記録
- オリコンの2011年4月7日付デイリーシングルランキング1位[4]。
- 発売初週に12.3万枚を売り上げ、初動のみで前作の累計売上を上回り、オリコンの2011年4月18日付週間シングルランキング1位となり、堂本剛の連続1位を阻止した。海外女性グループでは、ノーランズの「ダンシング・シスター」が1980年11月17日付で記録して以来30年5か月ぶり史上2作目、初登場首位は1968年1月のオリコンシングルランキング発表開始以来、43年4か月で史上初の快挙である（ノーランズは初ランクインから16週目で首位）。また、海外女性アーティストのシングル首位は、BoAの「DO THE MOTION」が2005年4月11日付で記録して以来6年ぶりとなる[5]。奇しくも、表題曲の作詞は「DO THE MOTION」と同じく渡辺なつみが担当した。
- 2011年6月20日付までに累計19.8万枚を売り上げ、オリコン2011年上半期ランキング（集計期間：2010/12/27付 - 2011/6/20付）シングルランキングにおいて12位となった [6]。
- 「レコチョク2011年上半期ランキング」において、ビデオクリップランキングで5位を獲得した[7]。

## 仕様
- 【初回盤A】CD+DVD
- 【初回盤B】CD+28Pフォトブック
- 【初回盤C】CD ボーナストラック
- 【通常盤】CD

## 収録曲

### CD
| # | タイトル                                                                   | 作詞                         | 作曲           | 編曲                   | 時間 |
| - | -------------------------------------------------------------------------- | ---------------------------- | -------------- | ---------------------- | ---- |
| 1 | ジェットコースターラブ                                                     | Natsumi Watanabe・Yu Shimoji | Hwang Seong Je | Hwang Seong Je Kimzart | 3:40 |
| 2 | 今、贈りたい「ありがとう」                                                 | Simon Isogai                 | Simon Isogai   | Simon Isogai           | 5:51 |
| 3 | ジェットコースターラブ (Instrumental)                                      | Natsumi Watanabe・Yu Shimoji | Hwang Seong Je | Hwang Seong Je Kimzart | 3:40 |
| 4 | 今、贈りたい「ありがとう」 (Instrumental)                                  | Simon Isogai                 | Simon Isogai   | Simon Isogai           | 5:51 |
| 5 | SOS (ArmySlick's 2011 bavtronic mix) ボーナストラック。初回盤Cにのみ収録。 | Shoko Fujibayashi            | Jam9/ArmySlick | ArmySlick              | 4:58 |

### DVD
1. ジェットコースターラブ (Music Clip)
2. ジェットコースターラブ (Dance Shot Ver.)
3. ジェットコースターラブ (Music Clip オフショット)

## タイアップ
- ジェットコースターラブ
  - TBCグループ「エステティックTBC」TVCM『キレイは、TBCカラ』、『TBCに行こう!』CMソング
- 今、贈りたい「ありがとう」
  - テレビ東京系ドラマ24『URAKARA』主題歌